# Liriomyza trifolii
Ruồi đục lòn (Danh pháp khoa học: Liriomyza trifolii) là một loài ruồi trong họ Agromyzyidae thuộc bộ Diptera, chúng gây hại nhiều trên các loại cây trồng như bầu, bí, dưa, cà, ớt, các loại đậu

## Đặc điểm
Thành trùng rất nhỏ dài từ 1,3-1,5 mm, màu đen bóng, nhưng một phần cơ thể gồm cả phiến mai trên ngực có màu vàng. Mắt kép có màu đen bóng, cánh trước có chiều dài 1,4 mm, rộng 0,6 mm. Cánh sau thoái hóa còn rất nhỏ màu vàng nhạt. Bụng và chân có nhiều lông, chân màu vàng, đốt chày và đốt bàn màu đen, bàn chân 5 đốt, đốt cuối có hai móng cong màu đen.
Trứng rất nhỏ có màu trắng hồng, tròn, đường kính khoảng 0,2 mm. Ấu trùng có chiều dài khoảng 2 mm, màu vàng nhạt khi mới nở sau đó chuyển sang màu vàng đậm. Cơ thể có 10 đốt, miệng dạng mốc câu màu đen, thời gian phát triển của ấu trùng từ 3-4 ngày. Nhộng có chiều dài 1,5 mm rộng 0,7 mm, thời gian phát triển của nhộng 6-8 ngày.

## Gây hại
Thành trùng hoạt động vào 7-9 giờ sáng và 4-5 giờ chiều. Thành trùng cái dùng bộ phận đẻ trứng rạch nhiều lỗ, các lỗ đục thường xuất hiện ở chóp lá hay dọc theo bìa lá. Dòi gây hại cho cây bằng cách đục thành những đường ngoằn ngoèo ở mặt trên lá, lúc đầu đường đục nhỏ, càng lúc càng to dần cùng với sự phát triển của ấu trùng. Khi trưởng thành dòi đục thủng biểu bì chui ra ngoài và làm nhộng trên mặt lá hay trên các bộ phận khác của cây hoặc buông mình xuống đất làm nhộng